# 大前恵比寿神社
大前恵比寿神社（おおさきえびすじんじゃ）栃木県真岡市にある神社。全高20メートルの大きなえびす像のある神社。

## 祭神
大前恵比寿神社の祭神は恵比寿様（事代主神）で延喜式内大前神社の主祭神大国様（大国主神）の御子神様である。「恵比寿様」はお父様の「大国様」を支え親子仲良く力を合わせて産業発展のもといを築かれた。また諸々の知恵を授けられ人々に幸福を与えられて常に笑顔を絶やさないことから「福の神様」として古来から尊ばれてきた。そしてよく言う「二福神」とは「大国様」と「恵比寿様」の事を言う。
こちらのえびす像は、鯛ではなく金色の鯉（5m）を持っている。大前神社と鯉の関係は深く、古くはお酒を鯉に飲ませて、すぐ側を流れる五行川に放流する慣わしがあり、今でも5月5日には鯉の放流が行われる。

## 年中行事
- 1月 元旦初詣・恵比寿講祭初えびす祭（例大祭）
- 2月 大節分祭
- 3月 祈年祭
- 7月 真岡荒神大祭礼・夏越祭
- 9月 健康長寿祭
- 11月 新嘗祭
- 12月 恵比寿講祭・恵比寿神社大祭

## 神徳
神徳は大変広大であるが中でも金運招福・商売繁盛・健康長寿・災難厄除の神徳はひときわ輝いており関東・東北をはじめ全国的に崇敬されている。また、昔から恵比寿様のことを「一言明神・ひとことみょうじん」とも言い一つの願い事を恵比寿様に願かけて3年お参りすると必ず叶うと言われている。

## 五行福銭水
金運招福・商売繁盛で有名なえびす様を祭る大前恵比寿神社には、回遊式日本庭園「五行神水園」の中に「五行福銭水」がある。商売を始めるときや大切な取引の時等えびす様の霊威が宿った神水で浄めることにより種銭が大きく実を結ぶと言われている。